# هولدن اف‌جی

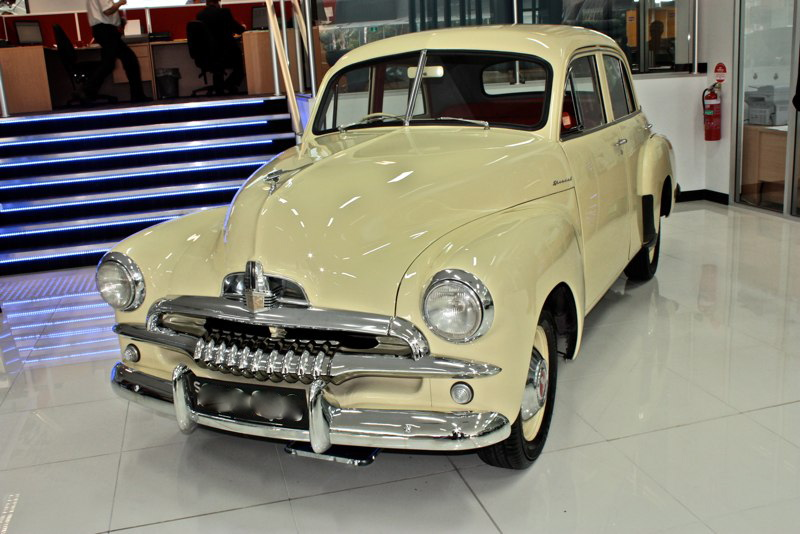

هولدن اف‌جی (Holden FJ) خودرویی است که در سال‌های ۱۹۵۳ تا ۱۹۵۶در آدلاید، سیدنی، ملبورن، بریزبن، پرت (استرالیا) و استرالیا تولید شده‌است. 
این خودرو در کلاس خودرو سایز متوسط قرار گرفته و طراحی آن خودروهای موتور جلو-محور عقب بوده طول آن در حالت طبیعی ۴٬۴۰۱ میلیمتر (۱۷۳٫۳ اینچ) و عرض آن در حالت طبیعی ۱٬۷۰۲ میلیمتر (۶۷٫۰ اینچ) است. سیستم جعبه‌دندهٔ آن ۳ دنده به صورت دستی است.

## نگارخانه

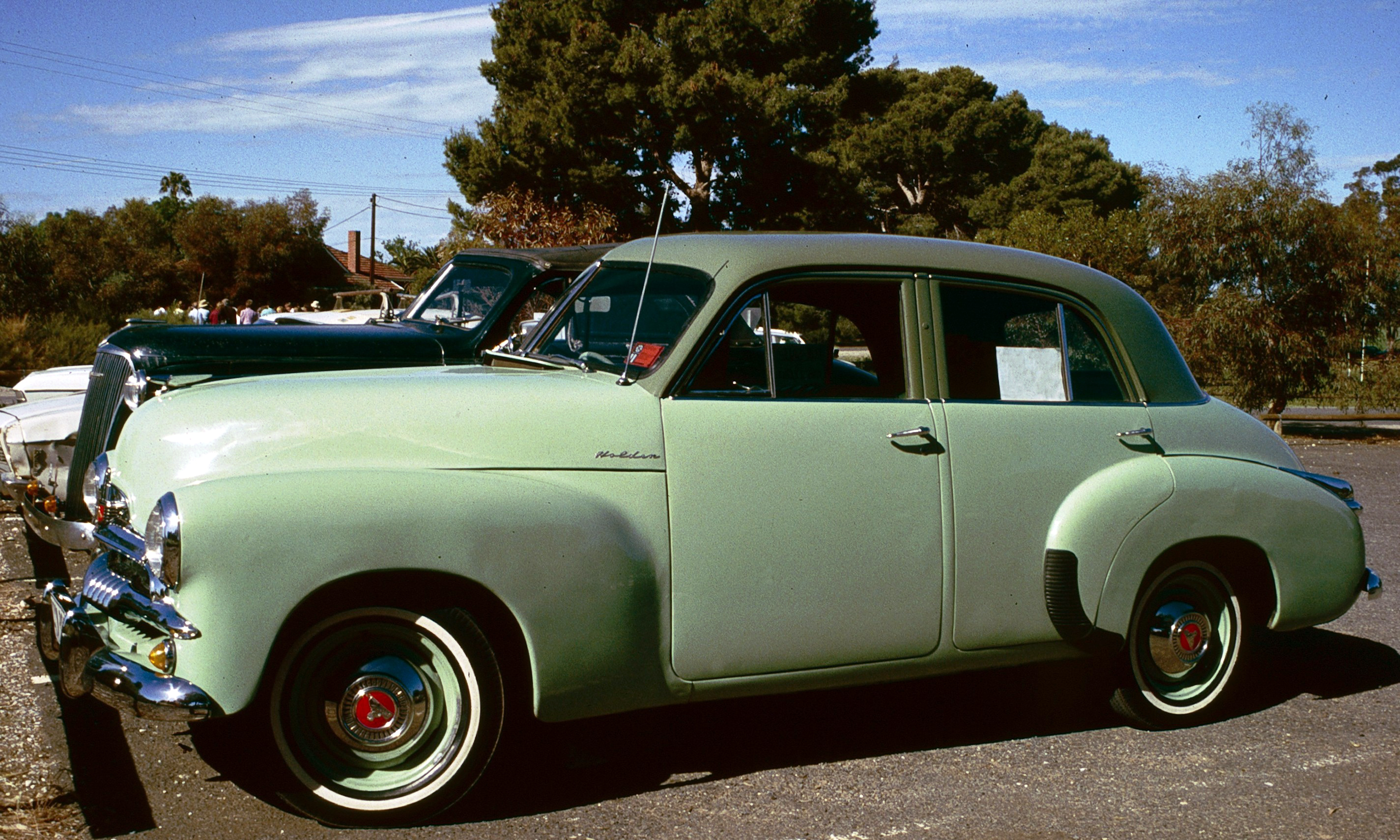
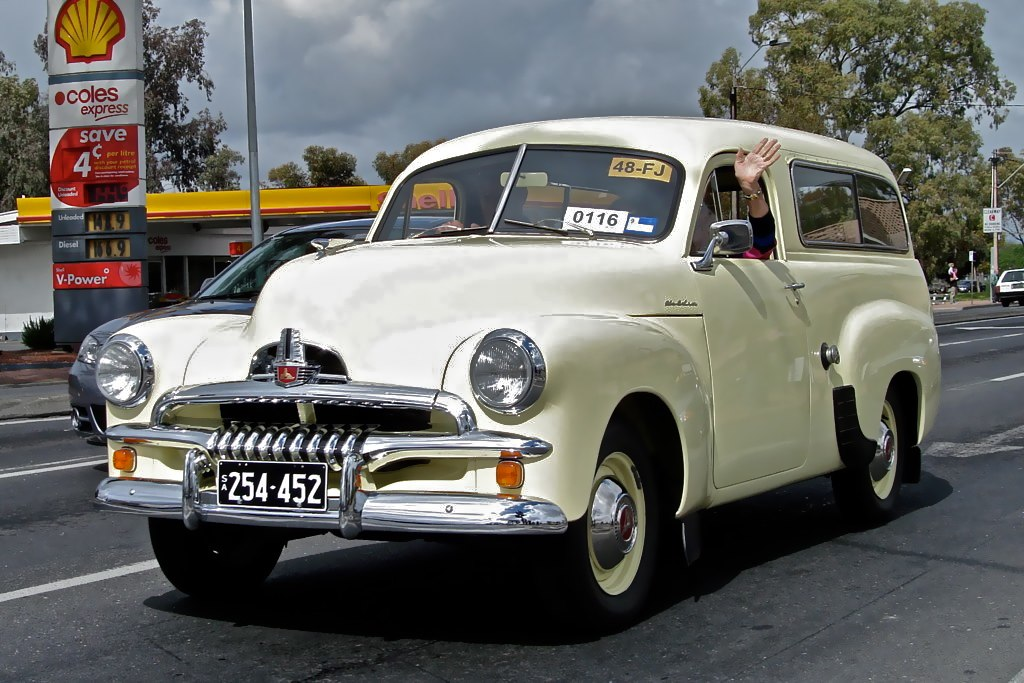
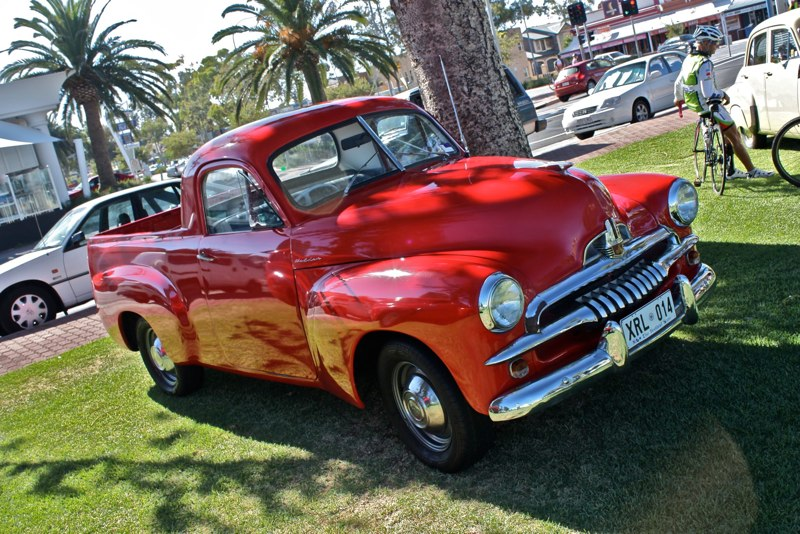
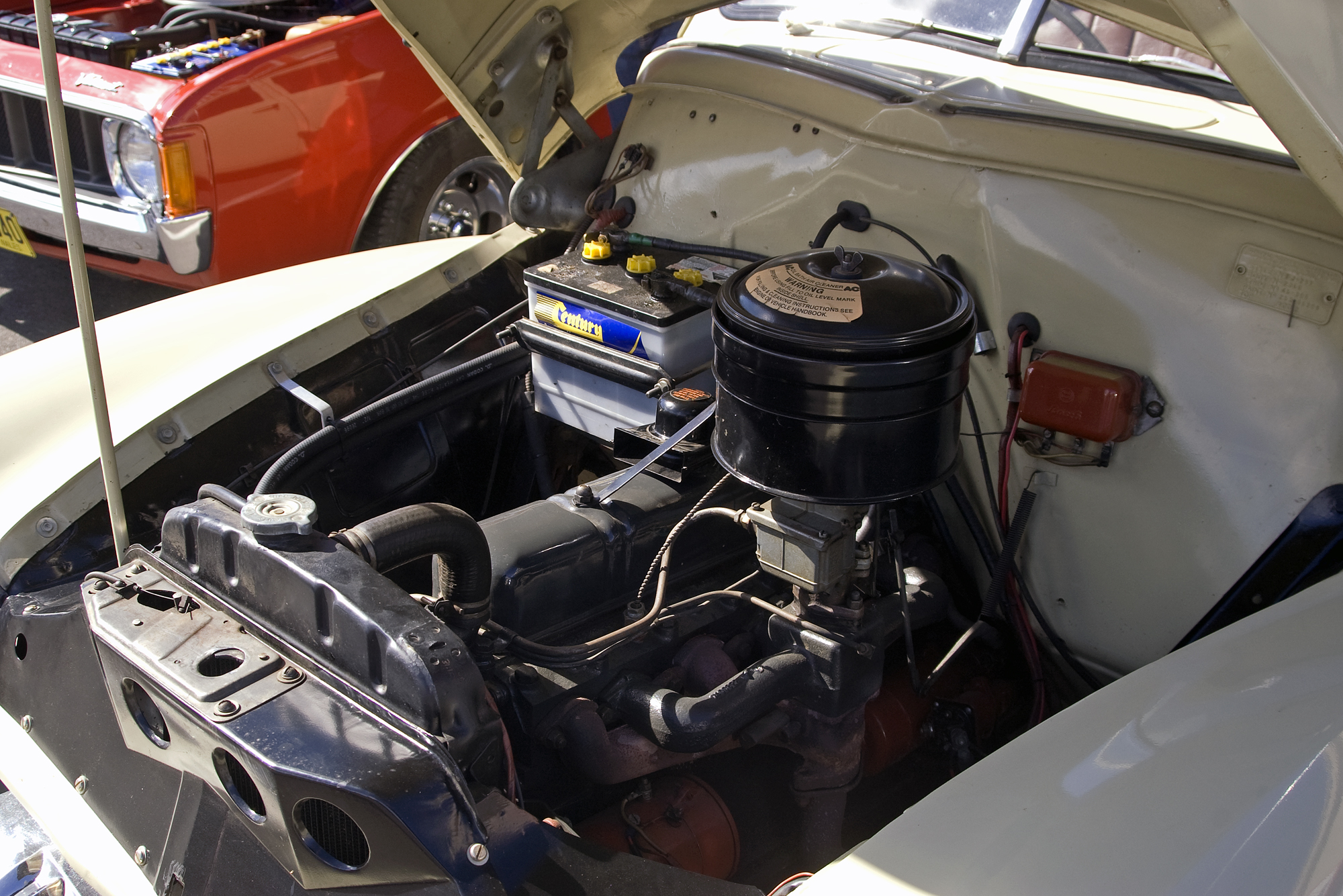